# Tiếp thị thương mại
Tiếp thị thương mại là một bộ môn tiếp thị liên quan đến việc tăng nhu cầu ở cấp độ nhà bán buôn, nhà bán lẻ hoặc nhà phân phối hơn là ở cấp độ người tiêu dùng. Tuy nhiên, cần phải tiếp tục với các chiến lược Quản lý thương hiệu để duy trì nhu cầu ở người tiêu dùng cuối. Người mua hàng, người có thể hoặc không phải là người tiêu dùng, là người xác định và mua sản phẩm từ nhà bán lẻ mặc dù họ có thể không mua hàng vào cuối ngày. Để đảm bảo rằng nhà bán lẻ quảng bá sản phẩm của công ty trước đối thủ cạnh tranh, công ty đó phải tiếp thị sản phẩm của mình cho nhà bán lẻ bằng cách giảm giá mạnh so với đối thủ cạnh tranh. Tiếp thị thương mại cũng có thể bao gồm việc cung cấp các lợi ích hữu hình / vô hình khác nhau cho các nhà bán lẻ, chẳng hạn như hoa hồng bán hàng.
Tiếp thị thương mại là ý tưởng cơ bản của tiếp thị sản phẩm của bạn thông qua chuỗi giá trị và tại điểm bán hàng tức là cửa hàng. Hãy coi đó là ý tưởng tạo ra nhu cầu cho các sản phẩm của bạn trên toàn kênh và trước khi nó đến tay người tiêu dùng. Điều này theo truyền thống tồn tại trong một môi trường ngoại tuyến và có thể được coi là một trong những hình thức tiếp thị lâu đời nhất.

## Mục tiêu của tiếp thị thương mại

### Nhà phân phối / Đại lý
Nhà phân phối / Đại lý là (một phần của tuyến đến thị trường) các đối tác thương mại kênh hoạt động như một phương tiện để đảm bảo giao hàng / sẵn có cho người tiêu dùng trên các khu vực địa lý. Vai trò của các thực thể này là rất quan trọng vì chúng giúp đảm bảo rằng sản phẩm được phân phối rộng rãi và có sẵn cho người tiêu dùng cuối cùng. Lợi ích chính của các thực thể này là đảm bảo rằng chi phí phân phối thấp hơn cho nhà sản xuất và đồng thời các sản phẩm có sẵn cho người tiêu dùng cuối cùng. Nhà phân phối và đại lý hoạt động dựa trên biên độ thương mại cơ bản (bao gồm chi phí sản phẩm của nhà sản xuất). Cùng với lợi nhuận cơ bản, các đối tác thương mại cũng nhận được các chương trình / ưu đãi bổ sung luôn thay đổi theo từng thời điểm và từng sản phẩm. Đại lý có thể là Nhà bán lẻ (bán trực tiếp cho người tiêu dùng cuối), nhà bán buôn (bán cho các nhà bán lẻ khác) hoặc nhà bán lẻ hiện đại (ví dụ như các cửa hàng tự phục vụ như Walmart, Carrefour, Tesco, Auchan, v.v. và bán buôn).

### Cửa hàng bán hàng
Cửa hàng bán hàng có nghĩa là một nhà bán lẻ. Một nhà bán lẻ cũng là một trong những khách hàng trong các mục tiêu tiếp thị thương mại. Kế hoạch tiếp thị thương mại đang nhắm mục tiêu khách hàng và người mua sắm. Do đó, tiếp thị thương mại nên cung cấp cho các cửa hàng bán hàng các kế hoạch tạo giá trị dựa trên khách hàng và người mua sắm. Cửa hàng bán hàng (khách hàng) là nơi mà nhà sản xuất có thể gặp người mua hàng và người tiêu dùng.

## Phương pháp tiếp thị thương mại
Phương pháp cơ bản của tiếp thị thương mại là tập trung vào các nguyên tắc cơ bản bán hàng, như Phân phối, Hiển thị, Khuyến mãi và Giá cả. Với dữ liệu và kiến thức về các nguyên tắc cơ bản bán hàng, tiếp thị thương mại phát triển chiến lược thị trường phù hợp với chiến lược thương hiệu. Để cung cấp khối lượng và giá trị bán hàng, tiếp thị thương mại hỗ trợ lực lượng bán hàng với các kế hoạch nâng cao cơ bản được thiết kế tốt.

## Xu hướng hiện nay trong tiếp thị thương mại
Chủ cửa hàng và nhà bán lẻ đang ngày càng có nhiều lợi nhuận theo định hướng.  Họ tìm cách trích lợi nhuận tối đa từ một công ty, bằng cách trích dẫn tỷ suất lợi nhuận cao hơn được trao cho một công ty đối thủ.
Một xu hướng hiện nay trong tiếp thị thương mại là tập trung vào dữ liệu khách hàng. Theo một nghiên cứu được thực hiện bởi Deloitte vào năm 2016, trải nghiệm và tương tác kỹ thuật số ảnh hưởng đến chi tiêu của khách hàng. Xu hướng này đã được các nhà bán lẻ chú ý và nó đã ảnh hưởng đến chiến lược của họ. Các nhà bán lẻ tập trung nỗ lực của họ vào các hoạt động tiếp thị qua email, di động và truyền thông xã hội để mang lại trải nghiệm cá nhân cho người tiêu dùng. Do đó, các nhà tiếp thị phải tạo ra các chiến lược tiếp thị thương mại toàn diện dựa trên dữ liệu khách hàng, nhằm mục đích cung cấp trải nghiệm khách hàng cá nhân hóa, ảnh hưởng đến hành vi bán hàng và mua hàng.

## Tiếp thị mua sắm
Tiếp thị người mua sắm có thể được bao gồm trong tiếp thị thương mại, do đó, người mua sắm là một mục tiêu khác cho các nhà quản lý tiếp thị thương mại, trong khi nó cũng có thể được coi là một môn học riêng biệt. Một số hoạt động để tăng nhu cầu ở cấp độ người mua sắm bao gồm thiết lập biểu đồ phù hợp, thông báo giá như chèn, sử dụng điểm mua vật liệu, còn được gọi là tài liệu quảng cáo.

## Tiếp thị thương mại KPI
- cơ sở khách hàng tích cực - phân phối, cửa hàng bán hàng mua sản phẩm của công ty
- đặt hàng giữa từ một cửa hàng bán hàng
- chia sẻ kệ thương mại
- đầy đủ trên kệ thương mại
- sự hiện diện thường xuyên của chứng khoán phải
- biểu đồ đại diện bên phải
- POS thuận tiện
- không gian bổ sung cho các sản phẩm của công ty
- thiếu OOS
- mức độ thấp của hàng hóa
- kiến thức về sản phẩm tại các cửa hàng bán hàng